# 鼎湖栎
鼎湖栎（学名：Cyclobalanopsis dinghuensis）为壳斗科栎属下的一个种。